# Hydraulische Förderung
Als Hydraulische Förderung bezeichnet man ein Stetigförderverfahren, bei dem das Fördergut unter Zuhilfenahme einer Trägerflüssigkeit befördert wird. Die Trägerflüssigkeit, in der Regel Wasser oder aber auch Salzlösungen, dient bei diesem Verfahren als Strömungsmittel. Das Verfahren kommt sowohl im als auch außerhalb des Bergbaus zur Anwendung.

## Voraussetzungen
Das Fördergut muss zusammen mit der Trägerflüssigkeit in einem lang gestreckten Behältnis, z. B. einer Förderrinne oder einer Rohrleitung, von einem Ausgangspunkt zum Ziel fortbewegt werden. Als Fördergut kommen Schüttgüter mit einer kleinen bis mittleren Körnung in Betracht. Faserige Körper mit einer geringen Dichte können leichter gefördert werden, als schwere Körper mit einer glatten Oberfläche. Voraussetzung dafür, dass ein Fördergut so bewegt werden kann, ist, dass das Fördergut unempfindlich gegen Abrieb und gegen Wasserbenetzung ist. Außerdem muss der Dichtequotient zwischen Fördergut und Trägerflüssigkeit klein sein, damit sich die Fördergutpartikel frei schwimmend mit der Geschwindigkeit der Trägerflüssigkeit bewegen können. Um dieses zu erreichen, darf das spezifische Gewicht des Förderguts nur wenig größer als das der Trägerflüssigkeit sein. Um schwerere Partikel mit einer Trägerflüssigkeit bewegen zu können, muss die Strömungsgeschwindigkeit erhöht werden. Dies führt zu einem hohen Kraftverbrauch.

## Hauptbauarten
Es gibt zwei Hauptbauarten der hydraulischen Förderung, die Spülförderung und die Pumpenförderung.

### Spülförderung
Bei dieser Bauart wird das Fördergut mit der Trägerflüssigkeit in offenen Förderrinnen unter Zuhilfenahme der Schwerkraft fortbewegt. Die Rinnen müssen mit einer Längsneigung von etwa 6 Grad verlegt sein. Das Fördergut wird hierbei entweder am Anfang oder längs der Förderstrecke in die oben offene Rinne, in der die Trägerflüssigkeit strömt, eingefüllt. Das Mischungsverhältnis von Feststoff und Trägerflüssigkeit darf nicht unter 1:5 liegen. Am Ende der Förderstrecke werden Fördergut und Trägerflüssigkeit durch Abscheideanlagen wieder voneinander getrennt. Das Wasser wird über eine Rohrleitung wieder zur Aufgabestelle gepumpt.

### Pumpenförderung
Die Pumpenförderung wird auch als hydraulische Rohrförderung bezeichnet. Bei dieser Bauart wird das Fördergut mit der Trägerflüssigkeit in einer Rohrleitung mittels einer Pumpe fortbewegt. Das Fördergut wird bei kleinerer Körnung vor der Pumpe eingeschleust, sodass das Fördergut durch die Pumpe geht. Fördergut und Trägerflüssigkeit werden durch die Pumpe unter Druck gesetzt und durch die Rohrleitung gedrückt. Bei gröberer Körnung wird das Fördergut über eine Schleuse dem Förderstrom beigefügt. Das Fördergut darf einen Durchmesser von maximal 60 Millimetern haben. Problematisch wird es, wenn Fördergüter mit unterschiedlicher Dichte, z. B. Steinkohle und Bergebrocken, gleichzeitig hydraulisch gefördert werden. Stoffe mit unterschiedlicher Dichte haben auch unterschiedliche Sinkgeschwindigkeiten. Damit sich diese Stoffe nicht am Boden des Rohres absetzen können, muss die Strömungsgeschwindigkeit entsprechend höher sein. Die Abscheidung der Trägerflüssigkeit vom Feststoff erfolgt am Ende der Förderstrecke auf die gleiche Weise wie bei der Spülförderung. Die rückgewonnene Trägerflüssigkeit wird anschließend der Förderung wieder zugeführt.

## Förderrichtungen
Mit der hydraulischen Förderung lassen sich Feststoffteilchen in horizontaler und auch in vertikaler Richtung fördern.

### Horizontale Förderung
Die horizontale Förderung kann sowohl mittels Spülförderung, als auch mittels Pumpenförderung erfolgen. Zur Pumpenförderung über Entfernungen von bis zu 2,4 Kilometer werden normale Kreiselpumpen eingesetzt. Die Förderung erfolgt hierbei über Rohre mit einem Durchmesser von 200 bis 250 Millimeter. In den Rohren werden die großen Feststoffteilchen, infolge der Umströmung der Feststoffteilchen, in der Trägerflüssigkeit zwischen der oberen und unteren Rohrwandung hin und her bewegt, ohne die Rohrwandung dabei zu berühren. Die feineren Feststoffteilchen neigen dazu, sich auf dem Boden des Rohres abzusetzen. Wenn das zu befördernde Material über eine Rohrleitung gefördert werden soll und in ungleichmäßiger Menge anfällt, dann muss vor der Pumpe eine Vergleichmäßigungseinrichtung eingebaut werden. Diese Einrichtung besteht aus mehreren Behältern, in denen das Fördergut zunächst gesammelt und anschließend gleichmäßig in den Förderstrom gegeben wird.

### Senkrechte Förderung
Die senkrechte Förderung erfolgt mittels Pumpen über Rohrleitungen mit dem gleichen Durchmesser wie bei der horizontalen Förderung. Als Pumpen werden bis zu einer Hubhöhe von 150 Metern einfache Mammutpumpen eingesetzt. Bei Schächten mit einer Teufe von 400 bis 600 Metern werden mehrstufige Mammutpumpen verwendet. Bei noch größeren Teufen werden Hydrostatikpumpen eingesetzt. Dies sind Langhubkolbenpumpen mit hydrostatischem Antrieb und hydraulischer Steuerung. In einigen Anwendungsfällen kamen bei größeren Teufen, als Aufgabevorrichtungen für das Wasser-Feststoffgemisch, Rohraufgeber zum Einsatz. Damit die senkrechte Förderung optimal genutzt werden kann, muss das von der horizontalen Förderung kommende Wasser-Feststoffgemisch entwässert oder vergleichmäßigt werden. Dies ist erforderlich, da das optimale Wasser-Feststoffverhältnis bei der senkrechten Förderung bei 1:3 liegt. Bei der senkrechten Förderung gelangen die großen Teilchen gar nicht an die Rohrwandung, sodass es dadurch auch zu keinem Verschleiß kommen kann. Am oberen Ende der Förderstrecke wird das Wasser Feststoffgemisch wieder in einer Aufbereitungsanlage voneinander getrennt.

## Anwendungsbereiche
Die hydraulische Förderung wird in verschiedenen Bereichen eingesetzt. Im Berg- und Tunnelbau wird sie eingesetzt, um Haufwerk über große Entfernung zu transportieren. Dadurch werden die konventionelle Schacht- und Streckenförderung entlastet. Ein weiterer Anwendungsbereich ist der Abbau von goldhaltigem Gestein mit Hilfe von Druckwasserstrahlen und die daran anschließende Abförderung. Im Bergbau unter Tage wurde das Verfahren in Kombination mit der hydromechanischen Gewinnung eingesetzt. Auch beim Einbringen von Spülversatz in alte Grubenbaue wurde die hydraulische Förderung genutzt. Über Tage nutzt man die Pumpenförderung zum Transport von Erdreich und Kohle. Auch zur Förderung des im Tagebau mittels Spülbaggern abgebauten Sandes, setzt man die hydraulische Förderung ein. Außerhalb des Bergbaus wird das Spülverfahren in Zuckerfabriken zur Förderung von Zuckerrüben verwendet.